# Vôdky
Vôdky – potok na Słowacji będący prawym dopływem Belianskiego potoku.
Ma dwa źródłowe cieki w Hornojasenskiej dolinie na północnych zboczach Wielkiej Fatry; jeden wypływa na północnych zboczach szczytu Malý Lysec (1297 m), drugi na południowo-zachodnich zboczach Jarabiny (1314 m). Łączą się z sobą na wysokości około 770 m i od tego miejsca potok jednym korytem spływa w kierunku północno-zachodnim. Poniżej grzbietu Grúň potok płynie dnem Jasenskiej doliny. Uchodzi do Belianskiego potoku u podnóży zalesionych obszarów Wielkiej Fatry, tuż powyżej zabudowań wsi Belá-Dulice na wysokości 503 m n.p.m.
Niemal cała zlewnia potoku znajduje się w Wielkiej Fatrze. Ma kilka dopływów z obydwu zboczu Hornojasenskiej i Jasenskiej doliny.